# ميغيل كانيو
ميغيل كانيو (بالإسبانية: Miguel Caneo)‏ (17 أغسطس 1983 بجنرال روكا، ريو نيغرو في الأرجنتين - ) هو لاعب كرة قدم أرجنتيني في مركز الوسط. لعب مع أرسنال ساراندي وبوكا جونيورز وديبورتيفو كالي وغودوي كروز وكولو-كولو وكيلمس وBoyacá Chicó F.C. ‏.

## وصلات خارجية
- ميغيل كانيو على موقع قاعدة بيانات كرة القدم.إي يو (الإنجليزية)
- ميغيل كانيو على موقع Soccerway.com (الإنجليزية)
- ميغيل كانيو على موقع عالم كرة القدم.نت (الإنجليزية)
- ميغيل كانيو على موقع AS.com (الإسبانية)